# Woolungasaurus
Woolungasaurus (Woolungasaurus glendowerensis), cujo nome significa Lagarto Woolunga de Glendower, em homenagem a um réptil mítico aborígene (Woolunga), é um plesiossauro, pertencente à família Elasmosauridae.

## Características
O Woolungasaurus era um elasmossaurídeo típico, com quarenta dentes afiados e um comprimento estimado de cerca de 5 a 9,5 metros. Alimentava-se de peixes, lulas e moluscos marinhos. Acreditava-se que nadavam em grupos.
A espécie Woolungasaurus glendowerensis, foi nomeada por Per Ove Persson em 1960, é conhecida a partir de um esqueleto parcial, o holótipo QM F6890, com quarenta e seis vértebras, costelas, braços, cintura escapular e parte dos membros traseiros) desenterrado da Formação Wallumbilla (Albiano, Cretáceo Inferior) do Distrito de Richmond, em Queensland. O nome específico refere-se a Estação de Glendower. Outra descoberta de espécies indeterminadas, composta por doze vértebras, foi descoberto a partir da Formação Maree (Cretáceo, de idade incerta) do Rio de Neale, perto do Lago Eyre, South Australia. Além disso, um crânio do Yamborra Creek, perto de Maxwelltown, Queensland, descrito por Persson, em 1982 foi referida Woolungasaurus. Persson (1982) acreditava que a animal era intimamente relacionado com o seu primo norte-americano, o elasmossauro Hydralmosaurus.

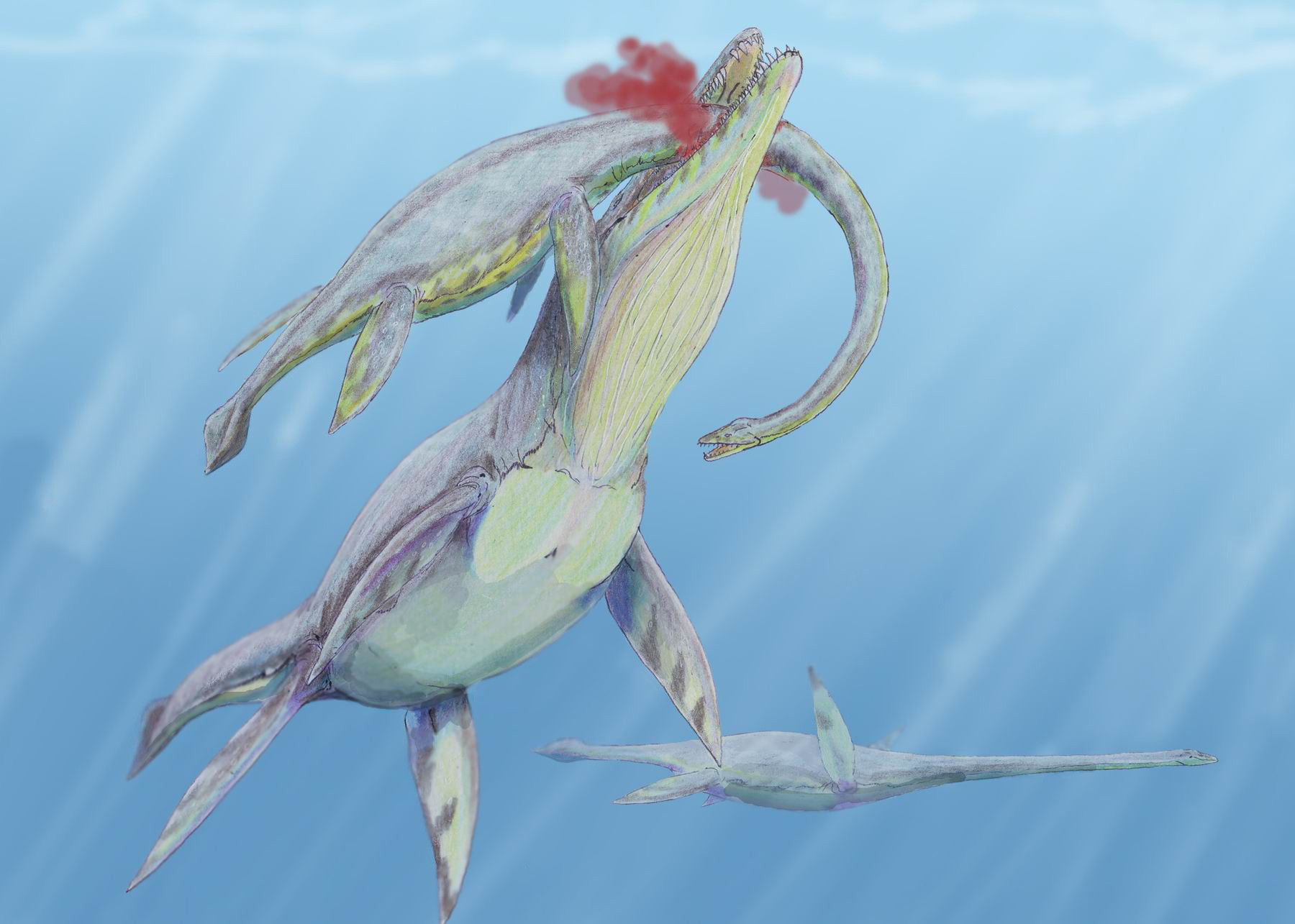
Um Wollungasaurus sendo atacado por um Cronosaurus.

O principal predador do Woolungasaurus era o Cronosaurus, um pliossauro gigante e também um superpredador dos mares do Cretáceo.
O gênero Woolungasaurus foi encaminhado para Styxosaurus por Sven Sachs em 2004.